# Pycnochelifer kleemanni
Pycnochelifer kleemanni är en spindeldjursart som först beskrevs av Carl Ludwig Koch och Berendt 1854.  Pycnochelifer kleemanni ingår i släktet Pycnochelifer och familjen tvåögonklokrypare. Inga underarter finns listade i Catalogue of Life.